# بيت النويرة (البيضاء)
بيت النويره هي إحدى قرى الجمهورية اليمنية. تتبع جغرافيا لمحافظة البيضاء و إداريًا لمديرية الرياشيه. يبلغ تعداد سكانها 1184 نسمة حسب الإحصاء الذي أجري عام 2004.